# Sons of Butcher
Sons of Butcher est un groupe de rock canadien, originaire d'Hamilton, en Ontario. Il est composé de trois membres, dont deux sont frères. Les personnages du groupe sont les vedettes du dessin animé Star ou Boucher produit par S&S Productions.

## Membres
- Jay Ziebarth (Doug Borski), basse et chant
- Trevor Ziebarth (Ricky Butcher), guitare et chant
- Dave Dunham (Sol Butcher), guitare et chant

## Discographie
Quatre albums du groupe Sons of Butcher ont paru sur le marché (Sons of Butcher, Meatlantis, Rise of the Steaks et Fall of the Steaks) tandis que deux autres regroupant les chansons du dessin animé qui ne sont pas sur les autres disques peuvent être téléchargés sur le site officiel de Sons of Butcher (Left Behind Volume One et Left Behind Volume Two). Les albums Rise of the Steaks et Fall of the Steaks sont maintenant disponible sur le site officiel.
Sons Of Butcher (2005)
- Love in the Raw
- Cherry Thief
- (Dream) Girl Dream (Lady)
- Fuck the Shit
- In Thru the Outhole
- I Hate Girlfriends
- Pump Me Up
- Punch That Face
- Rockload
- We Fuckin' Rule
- Prayers

Left Behind Volume One (2005)
1. SOB Theme
2. SOB Story
3. The Gentle Art of Butchery 2
4. Tit Song
5. Cheeseburgs
6. Becomin' a Butcher
7. Helpin' the Community
8. Hate Triangle
9. Tapeworm
10. 'Nsane Dream
11. Tenderize Me
12. Bacon Shakes
13. Epiphany in the Key of Bigfoot
14. The Gentle Art (Original)
15. Escape Ants
16. Lick Me Up
17. Low Carb Treat
18. Butcher of the Month
19. In the Cellar
20. Salon Tech
21. Rum Cruise
22. S'verybody Someone
23. Prayers for Fishies
24. Bigfoot Rap
25. Bacon Shakes (Reprise)
26. New Wave Theme

MEATLANTIS (2006)
- Meatlantis
- Action Reaction
- Here To Rock
- Party’s On
- Love Baster
- Made Love By The River
- I Need An Arm
- Whip’em Out
- F The World
- Fuck Producers
- Panty Dropper
- Doug In Space
- Suite: Bad Touch
- Free Shit
- Ultimate Drinking Song
- Sneakin’ in
- Razors
- Meatlantis Reprise

Left Behind Volume Two (2006)
1. Arpo's House of Death
2. Chicken Fever
3. Come Fight Me
4. Crazy Toenails
5. Dear John
6. Dirtbike
7. Don't Egg Me
8. Feed The Snake
9. Fukt Country
10. Funky Drummer Carol
11. Go Vegan
12. Heavy Duty (Look At That)
13. How Will Doug Die?
14. I Kill Everything
15. Jaco: Portrait of a Kicked Ass
16. Why Must I Bleed
17. My Cow Son
18. Pineapple Breaks
19. Playin' High
20. Publicity Rocket 3.0
21. Publicity Rocket 4.0
22. Punch You With A Knife
23. Rashmen
24. Rock Rash
25. Scalpin' Interrogation
26. Scalpin'
27. Slaughterhouse Blues
28. The Lord VS Rock
29. The Message
30. The Plan
31. Trainin' Jerry
32. Trainin' The Robot
33. Until It Bleeds
34. Until It Rains
35. Warehouse Party
36. Wolfback Laceration
37. Workin' the Line

RISE OF THE STEAKS (2010)
1. Rise of the Steaks
2. The Cougar
3. U.S.F.A.
4. Weed in that Brownie
5. Underage Party
6. Balls of Blue
7. How its Long
8. Eat it Out
9. Burgers and Drinks
10. Puke all Night
11. Burnin' Skoolhaus
12. Fuck the Shit * Re-Mastered

FALL OF THE STEAKS (2010)
1. Fall of the Steaks
2. The Antimosher
3. Spring Break!
4. Leather and Lace
5. Mr.Borski's Opus
6. Safe Sex Sucks
7. High Class Feel
8. Call of the Bush Ape
9. Giant Tits
10. Four Cocks
11. The Steeltown Scene
12. Pembroke Skies
13. Eat it Out (DAVIDS Wet Rub)

## Commentaires
- Jay Ziebarth se surnomme "Zeebarf" ou Jay Z à-travers les courriels.

- Dunham a précédemment été batteur et chanteur pour le groupe de musique Chore avant sa séparation en 2004. Lui et Trevor travaillent ensemble pour écrire les chansons du dessin animé.

- Trevor et Jay ont tous les deux joué des zombies en arrière-plan dans le film canadien Zombie Night. Trevor était le numéro 58, et Jay était le 29.

- Trevor est aussi apparu dans le film canadien "PiGS" en tant qu'un livreur de fleurs.

- Dans le dessin animé, il n'y a pas de batteur régulier, peut-être en référence au film Spinal Tap. Dans la vraie vie, le groupe a maintenant un batteur permanent nommé Christal Ballz, qui est apparemment muet.